# Bojano

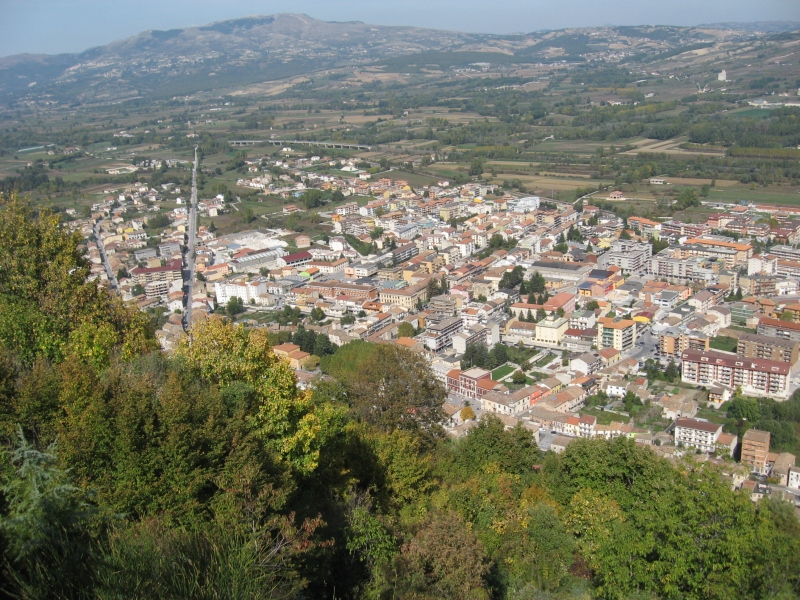
Bojano von Civita Superiore aus gesehen

Bojano oder Boiano ist eine Stadt mit 7535 Einwohnern (Stand 31. Dezember 2023) der italienischen Region Molise und der Provinz Campobasso. Die Stadt liegt in den Apenninen 480 Meter über dem Meeresspiegel.

## Geschichte
Die Stadt wurde im 7. Jahrhundert vor Christus unter dem Namen Bovianum gegründet. Als Hauptstadt der Samniten spielte sie eine Rolle in den Samnitenkriegen und im Bundesgenossenkrieg, bis sie von Sulla erobert wurde. Bereits 305 v. Chr. war die Stadt nach der Schlacht von Bovianum von den Römern erobert worden. Im Jahr 89 v. Chr. wurde die Stadt zerstört.
In der Zeit der Triumvirate und unter Vespasian wurden in ihr unter dem neuen Namen Bovianum Undecumanorum Kolonisten angesiedelt.
Die Stadt wurde zudem mehrmals durch Erdbeben zerstört. Das letzte fand im Jahre 1913 statt.
Nach dem Kriegseintritt Italiens im Juni 1940 errichtete das faschistische Regime in Bojano ein Konzentrationslager (campo di concentramento), das sich in einer ehemaligen Tabakfabrik befand. Das Gebäude war nicht geeignet, Internierte aufzunehmen. Das Dach war undicht, die Verpflegung unzureichend und die hygienischen Verhältnisse schlecht. Daher wurde das Lager im August 1941 geschlossen und die internierten Fahrenden (zingari) nach Agnone verlegt.
In Bojano wurden mehrheitlich Chinesen und Fahrende, vereinzelt auch ausländische Juden interniert. Sie wurden 1943 von den Alliierten befreit.

## Söhne und Töchter der Stadt
- Antonio Nuzzi (1926–2016), Erzbischof von Teramo-Atri
- Emilio Gentile (* 1946), Historiker und Pionier der Faschismusforschung

## Personen, die hier wirkten
- Angelo Spina (* 1954), Erzbischof von Ancona-Osimo, war Pfarrer der alten Kathedrale von Bojano